# Gdy się Chrystus rodzi
Gdy się Chrystus rodzi − popularna polska pieśń religijna, kolęda anonimowego autorstwa, śpiewana w kościelnym okresie Bożego Narodzenia.

## Historia
Współczesna melodia w niektórych źródłach określana jest jako starofrancuska. Drukowany tekst znajduje się w Pastorałkach i kolędach z melodyjami ks. Michała Mioduszewskiego z 1843. Pieśń drukowana jest we współczesnych zbiorach pieśni kościelnych i śpiewnikach używanych w liturgii tak katolickiej, jak i protestanckiej. Znane jest łacińskie tłumaczenie kolędy Gdy się Chrystus rodzi autorstwa polskiego latynisty Ryszarda Ganszyńca − Nascitur cum Christus, tłumaczenie niemieckie Als die Welt verloren w przekładzie Gustawa Kucza oraz szwedzkie Nu har Kristus kommit w przekładzie Sven-Erika Pernlera.

## Wykonania
Kolęda znajduje się w repertuarze wielu polskich wokalistów, którzy wydali ją na swoich albumach z muzyką świąteczną.
| Wykonawca                   | Album                                               | Rok  | Nośnik |
| --------------------------- | --------------------------------------------------- | ---- | ------ |
| Jerzy Połomski              | W cichą noc                                         | 1974 | LP     |
| Eleni                       | Kolędy polskie śpiewa Eleni                         | 1986 | LP     |
| Piccolo Coro dell’Antoniano | Piccolo Coro dell’Antoniano                         | 1989 | CD     |
| Elżbieta Adamiak            | Moje kolędy                                         | 1991 | CD     |
| Stanisław Sojka             | Kolędy                                              | 1991 | CD     |
| Pod Budą                    | Kolędy Pod Budą                                     | 1995 | CD     |
| Ryszard Rynkowski           | Kolędy. Dziś nadzieja rodzi się                     | 1995 | CD     |
| Hetman                      | Rock kolęda                                         | 1997 | CD     |
| Hanna Banaszak              | Wigilia z Hanną Banaszak                            | 1997 | CD     |
| Mietek Szcześniak           | Raduj się świecie – kolędy                          | 1998 | CD     |
| Mazowsze                    | Kolędy polskie                                      | 1998 | CD     |
| Anna Maria Jopek            | Dzisiaj z Betleyem                                  | 1999 | CD     |
| Top One                     | Kolędy                                              | 2000 | CD     |
| Arka Noego                  | Znów się rodzi, moc truchleje                       | 2001 | CD     |
| Violetta Villas             | Gdy się Chrystus rodzi                              | 2001 | CD     |
| Maryla Rodowicz             | 12 najpiękniejszych kolęd                           | 2001 | CD     |
| Golec uOrkiestra            | W niebo głosy                                       | 2003 | CD     |
| Olga Bończyk                | Kolędy Olgi Bończyk                                 | 2003 | CD     |
| Śląsk                       | Święta noc                                          | 2003 | CD     |
| De Press                    | Kolędy                                              | 2008 | CD     |
| Krzysztof Krawczyk          | Kolędy i pastorałki                                 | 2010 | CD     |
| Małgorzata Walewska         | Christmas Time: Traditional Polish Christmas Carols | 2011 | CD     |
| Agnieszka Włodarczyk        | Najpiękniejsze polskie kolędy                       | 2011 | CD     |
| Edyta Geppert               | Święta z bajki                                      | 2011 | CD     |
| Kancelarya                  | Białe święta                                        | 2011 | CD     |
| Jacek Wójcicki              | Kolędy Polskie                                      | 2012 | MP3    |
| Sebastian Karpiel-Bułecka   | Hej, Kolęda!                                        | 2012 | MP3    |
| Rafał Brzozowski            | Na Święta                                           | 2014 | MP3    |

## Zapis nutowy
Źródło: Najstarsze polskie kolędy z nutami. 1940, s. 14. OCLC 9802456173.